# Akvitánské vévodství
Akvitánské vévodství (okcitánsky Ducat d'Aquitània francouzsky Duché d'Aquitaine, anglicky Duchy of Aquitaine) byl středověký státní útvar existující mezi lety 602 a 1453. Tradičně se takto označuje území formálně spadající pod francouzskou korunu rozkládajícím se přibližně mezi Atlantským oceánem, tokem řeky Loire, Francouzským středohořím a řekou Dordogne v období 10. až 13. století.
Původně se název Akvitánie užíval pro římskou provincii ležící jižně od řeky Garonna. Dnešní stejnojmenný francouzský departament na jihozápadě země odpovídá rozsahem pozůstatku anglického panství ve Francii z počátku 13. století po porážce v bitvě u Bouvines, pro které se později začal užívat název Guyenne, převzatý z lidové zkomoleniny Aguyenne. Poprvé byl oficiálně užit v Pařížské smlouvě z roku 1259. Anglické království se v průběhu Stoleté války pokusilo o znovunabytí dřívějšího území Anjouovské říše, ale roku 1453 ztratilo i poslední významné državy na půdě Francouzského království.

## Dějiny (602–1453)

### Zrod prvního vévodství

Akvitánské království Charibeta II.

Merovejští králové roku 602 zřídili vévodství Wasconia, které sahalo až přes Pyreneje do Hispánie. Roku 629 po smrti Chlotara II. nový král Dagobert ustanovil nevlastního bratra Chariberta II. králem Akvitánie. Byl to první legitimní vládce s tímto titulem, ale jeho území tvořila dřívější Novempopulanie, území budoucího hrabství Toulouse a jihozápadní část Akvitánie. Roku 632 se stal Charibert II. pro Dagoberta nepohodlným a tak ho dal zavraždit, krátce na to dal zavraždit i jeho syna. Dagobert I. zemřel roku 639 a moc vládnoucí dynastie začala pozvolna upadat a přecházet do rukou majordomů.

Akvitánie a Gaskoňsko v době Odona Velikého (1. pol. 8. st.)

Roku 660 byl vévodou Akvitánie ustanoven jistý Felix, velmož z Toulouse galorománského původu. Jeho svrchovanost nad územím, které bylo přibližně o stejné velikosti jako království Chariberta, trvala zhruba 10 let. Jeho nástupcem i oponentem byl Lupus, údajný syn dcery Chariberta, který zároveň pocházel z místní baskické šlechty. O jeho existenci se dochovalo jen velmi málo zdrojů. Roku 673 zaútočil na město Béziers v Septimánii či roku 676 na město Limoges při severních hranicích svého vévodství. Vévodství se vymanilo z vlivu Franské říše, ale o dalším osudu vévody se nedochovaly žádné zdroje, podle jiných pramenů panoval ještě počátkem 8. století.
Vévoda Odo Akvitánský byl na Franské říši, kde probíhala občanská válka zcela nezávislý. Doba počátku jeho vlády není přesně známa, zřejmě byl přímým nástupcem po Lupusovi. Významné pocty se mu dostalo od franského krále v Neustrii, Chilpericha II., který po porážce v bitvě u Vinchy roku 717 austrasijským majordomem Karlem Martelem Odona obdaroval prostřednictvím svého majordoma Ragenfrida roku 718 královským titulem a tím fakticky potvrdil jeho nezávislost, protože potřeboval silného spojence. Odo Akvitánský zpočátku dorazil se svoji baskicko-akvitánskou armádou, ale porážka Chilpericha II. v bitvě u Soissons roku 719 a také nebezpečí muslimského vpádu do Akvitánie Odona přiměla, aby ze spojenectví s Chilperichem vycouval a následující rok uzavřel dohodu s Karlem Martelem.
Muslimský vpád během deseti let zcela změnil jihozápadní část Evropy. Umajjovci ovládli téměř celý Pyrenejský poloostrov s výjimkou nejodlehlejších horských oblastí (Asturie). Roku 718 správce Al-Andalusu (arabský název pro muslimskou Hispánii) Al-Hurr dobyl Narbonne a ovládl část Septimánie. Jeho nástupce Al-Samh však roku 721 neúspěšně obléhal Toulouse, hlavní sídlo Akvitánie, byl poražen a smrtelně zraněn v bitvě u Toulouse právě Odonem Akvitánským, který byl prvním z evropských vládců, který Maury porazili.
Odo Akvitánský se snažil narušit jednotu muslimů a zároveň zajistit svoji jižní hranici a tak roku 731 oženil svou dceru Lampagii s berberským guvernérem muslimské Katalánska Munuzou (vlastním jménem Uthman ibn Naissa). Karel Martel to vnímal jako porušení dohody a stejného roku vytáhl vojensky proti Akvitánii. Mezitím se Munuza vzbouřil proti generálnímu guvernérovi Al-Andalusu, byl však poražen a popraven. Muslimové podnikli trestnou výpravu proti Odonovi a postoupili až k Bordeaux. Po porážce svých vojsk se Odo musel obrátit na pomoc ke Karlu Martelovi, který roku 732 muslimskou expedici z Al-Andalusu v bitvě u Tours (někdy uváděno jako bitva u Poitiers) porazil, čímž pravděpodobně odradil muslimské vládce od dalšího pronikání do Evropy.
Odo Akvitánský si titul vévody podržel až do své smrti roku 735. Jeho syn Hunoald se odmítl Karlu Martelovi podrobit, ale následná vojenská výprava ho přiměla k formální přísaze věrnosti. Po smrti Karla Martela museli jeho synové a nástupci Pipin III. Krátký a Karloman opět zakročit. Jelikož to nebyla jediná část Franské říše, která se vzbouřila, dosáhli oba majordomové vítězství až roku 744. Hunoald byl nucen odejít do kláštera a titul vévody získal jeho syn Waiofar, který s přestávkami vojensky hájil nezávislost Akvitánie od roku 752 až do roku 768. Franské pustošivé nájezdy a drancování, které byly od roku 760 každoročně pravidelné, ztráta území i spojenců jeho boj postupně oslabovalo. Hunoald II., zřejmě syn Hunoalda, který padl v bitvě, se jen krátce pokusil o obhájení nezávislosti, než byl gaskoňským vévodou Lupem II. zrazen a roku 769 vydán franskému králi Karlovi Velikému. Tím se Akvitánie dostala zcela do područí Franské říše. Jako celek dočasně zanikla, rozdělena na soustavu hrabství.

### Karolínská Akvitánie
Obnovení celistvé svrchovanosti Akvitánie, s titulem království, zavedl Karel Veliký roku 781 pro svého nejmladšího syna Ludvíka Pobožného), tehdy tříletého. Tento formální titul po skonu svého otce Ludvík Pobožný převedl na svého syna Pipina I., jehož podíl se značně rozšířil o území na sever od Loire a východně do Burgundska. I jeho bratři získali svá území a nejstarší z nich Lothar se stal i spoluvládcem. Vše stvrzovalo císařské nástupnické právo Ordinatio imperii z roku 817.
Císař Ludvík Pobožný se po smrti manželky Ermengarda z Hesbaye († 818) následujícího roku znovu oženil s Juditou Bavorskou, pocházející z rodu Welfů, resp. z jejich starší větve. Narozením jejich syna Karla Holého roku 823 a fakt, že roku 829 vyčleněním údělu v říši pro tohoto potomka samotný císař Ordinatio imperii porušil, vyústilo roku 830 vzpourou všech tří synů z prvního manželství proti otci.
Pipin I. Akvitánský projevoval největší nesouhlas s otcovým krokem. Po krátkodobém sesazení císaře Ludvíka Pobožného následovalo jeho opětné nastolení na trůn, co bylo vzdorné gesto mladších bratrů proti nejstaršímu Lotharovi. Císař od nového dělení říše neustoupil a Pipin I. Akvitánský se odmítl účastnit jednání s císařem, proto ho císař nechal v Cáchách koncem roku 831 zajmout a v září 832 ho zbavil údělu, který převedl na nejmladšího syna Karla Holého. Po zdařilém útěku sesazeného krále Akvitánie se bratři opět vzbouřili a roku 834 získal Pipin Akvitánii zpět. I tak nezabránil tomu, aby otec z jeho panství nevyjmul území za řekou Loirou (roku 836) a další území roku 838, kdy akvitánský král Pipin I. Akvitánský zemřel.
Akvitánská šlechta provolala novým králem jeho patnáctiletého syna Pipina II. Jeho císařský děd se však postavil proti vůli šlechty a oficiálně předal Akvitánii nejmladšímu synu Karlu II. Holému. Pipin II. za podpory místní šlechty území obhájil a když roku 840 císař Ludvík Pobožný zemřel, postavil se na stranu strýce Lothara, který sváděl boj nad říší se svými bratry Ludvíkem II. Němcem a Karlem II. Holým. V bitvě u Fontenoy roku 841 si sice vedl dobře, ale při dělení říše o dva roky později ho strýcové zcela opominuli. Spolu s Bernardem Septimanským se Karlovi II. Holému, jemuž Akvitánie opět připadla, postavili na odpor, ale záhy přišel o jeho podporu, když ho Karel II. Holý nechal následujícího roku popravit.
Ještě před polovinou 9. století začaly Franskou říši ohrožovat výpravy Vikingů. Drancování nebyla ušetřena ani Akvitánie, kdy se Vikingové roku 844 dostali po řece Garonně k Toulouse a vyplenili ho. Roku 848 obsadili město Bordeaux, tamního hraběte a zároveň vévodu gaskoňského Séguina II. popravili. Pipin II. už dříve navázal s vikinským náčelníkem Asgeirem spolupráci, protože měli společného nepřítele Karla II. Holého, ale vydrancovaní města, poprava vysoce postavené osoby a spojence, spolu s obsazením saintonžské krajiny, to všechno urychlilo jeho pád a akvitánská šlechta hledala smíření s Karlem II. Holým, který akvitánskou korunu přijal v polovině téhož roku. Pipin II. setrval v odboji až do roku 852, kdy byl zajat svým protivníkem hrabětem gaskoňským Sanchem II. a předán Karlovi II., který nechal Pipina uvěznit do kláštera a Sanchu povýšil na vévodu. Po dvou letech vězení Pipin utekl a vrátil se do Akvitánie, kde pravděpodobně po boku vikinských válečníků škodil vládcovi, kterým byl od roku 855 formálně šestiletý Karel Dítě, mladší syn Karla II. Holého, fakticky však rozhodoval jeho otec a vykonavatelem jeho vůle byl opatrovník Ramnulf, hrabě z Poitiers a od roku 852 i vévoda akvitánský, který roku 864 Pipina porazil a zajal. Soud nad vzdorným Pipinem II. rozhodl o trestu smrti, ten byl však změněn na pobyt v klášteře, kde pravděpodobně záhy zemřel. Mladičký Karel Dítě upadl roku 862 v nemilost u otce, neboť se pokusil o větší suverenitu Akvitánie. Byl zajat a uvězněm, ale roku 865 se opět mohl do Akvitánie vrátit. O rok později zemřel údajně nešťastnou náhodou. Formální titul království si podrželi Karlovci až do vymření této dynastie ve Francii roku 987, faktická moc však přešla na vévody.

### Druhé vévodství

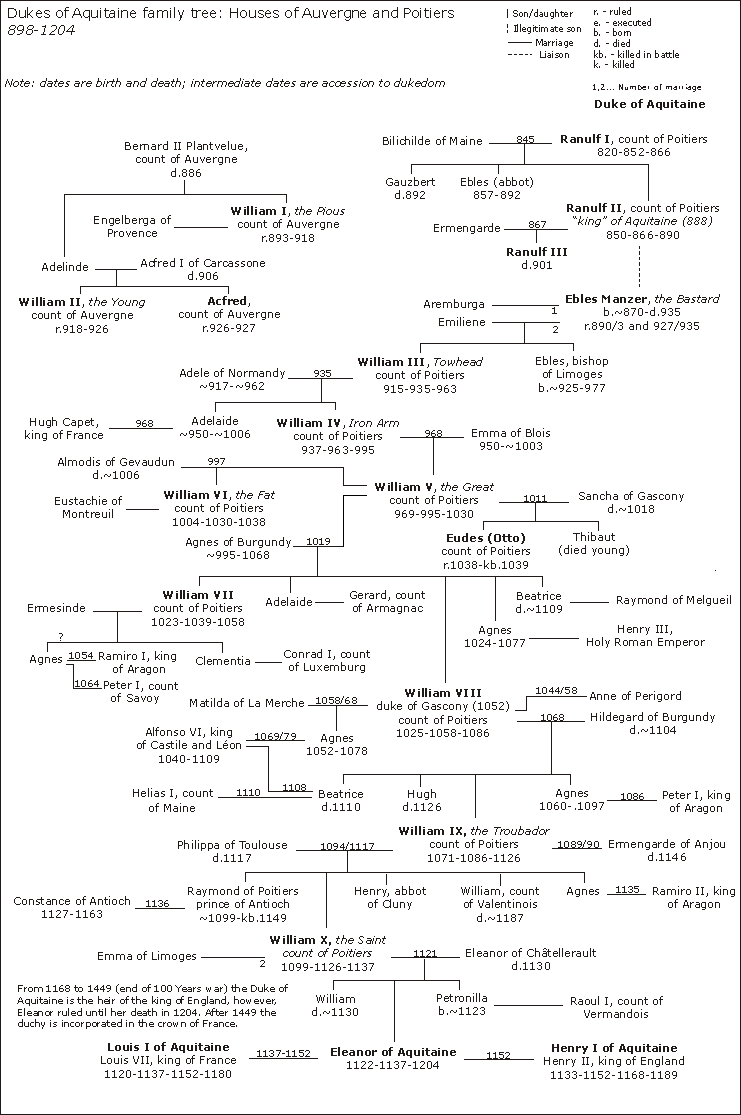
Rodokmen Ramnulfovců, hrabat z Poitiers a akvitánských vévodů

Titul vévody akvitánského nebyl zcela opominut ani v době, kdy bylo v Akvitánii nastoleno formální království. Již roku 790 Karel Veliký tento titul udělil Vilémovi z Gellone, zakladateli rodu Wilhelmovců, který obdržel i tituly hraběte z Toulouse a markýze ze Septimánie. Avšak roku 806 se vzdal světského života a zemřel roku 812 jako poustevník. Jeho příbuzní se později stali významnými oponenty Ramnulfovců o držení nejen titulu akvitánských vévodů, ale i hrabat z Poitiers.
Jistý šlechtic Bernard obdržel titul hraběte z Poitou zřejmě krátce po smrti císaře Karla Velikého až do roku 828, kdy buď skonal nebo byl odvolán z titulu hraběte pro nedostatečnou pomoc Bernardu ze Septimánie v boji proti Maurům. Ten taktéž podcenil vojenskou hrozbu vikingů, kteří již ve 20. letech 9. století rabovali při pobřeží. V důsledku toho bylo od Poitou odděleno hrabství Herbauges v čele s hrabětem Renauldem. Poitou však získal Emenon, který zachoval věrnost k Pipinovi I. Akvitánskému a po jeho smrti se podílel na proklamaci Pipina II. novým akvitánským králem. Avšak koncem roku 839 bylo Poitou obsazeno Geraldem, hrabětem z Auvergne (padl u Fontenoy r. 841), který naopak zachoval věrnost císaři Ludvíku Pobožnému. Poitou obdržel syn Gerarda Ramnulf, jehož matka Rotrude byla dcerou či sestrou(?) Pipina I. Akvitánského (podle jiných zdrojů to byla dcera Ludvíka Pobožného, což je vzhledem k postoji jeho otce i jeho samotného pravděpodobnější). Stalo se tak zřejmě až po smrti bratra Emenona Bernarda II. z Poitiers, který zemřel roku 844 v bitvě proti Lambertu II. z Nantes, kdy Ramnulf pojal za manželku Bilichildu z Maine, vdovu po tomto padlém hraběti. Ramnulf je tak zakladatelem rodu Ramnulfovců, často také zvaného podle jejich domovské državy z Poitiers. Roku 852 získal titul vévody akvitánského. V říjnu 866 podlehl zraněním, které utrpěl v boji s Vikingy u Brissarthe.
Jeho syn Ramnulf měl v době smrti otce 16 let. Území Poitou obsadil Bernard z Gothie, syn Bernarda II., dřívějšího hraběte z Poitou a synovec Emenona. Ramnulf II. získal Poitou až roku 877, ale titul vévody z Akvitánie nebyl udělen jemu ani jinému šlechtici. Snad proto, že od září 866 po smrti svého bratra Karla získal titul krále akvitánského jeho bratr Ludvík, od roku 877 jako král Západofranské říše Ludvík III. zvaný Koktavý. Ten zemřel o dva roky později a v příštím desetiletí se na západofranském trůnu vystřídalo několik panovníků. Důležitým milníkem byl rok 888, kdy císař (a zároveň západofranský král) Karel III. Tlustý abdikoval a někteří mocní šlechtici, často spřízněni s vládnoucím rodem, toho využili a sami se provolali králi (např. Itálie, Bavorsko). V Západofranské říši dosadila šlechta za krále Odu Pařížského a Ramnulf II. se nechal provolat králem Akvitánie. Zemřel však již roku 890, pravděpodobně jedem. Jeho proklamaci neuznal ani Odo Pařížský a zasáhl vojensky. Ramnulfův nemanželský syn Ebalus, který po dva roky držel titul hraběte z Poitou, musel hledat ochranu u Viléma zvaného Zbožný, hraběte z Auvergne, protože jeho území obsadil Adémar, syn Emenona.
Ebalus Manzer se zmocnil Poitou až roku 902 a o dva roky později hrabství Limousin a jeho ochránce Vilém I. Zbožný z Auvergne se roku 909 dočkal potvrzení titulu vévody akvitánského, který získal formálně již r. 893 od západofranského krále Karla III. Prosťáčka. Stejného roku založil významné reformní opatství Cluny, zemřel roku 918.
Dědicem jeho panství a titulů (hrabě z Auvergne a Lyonu, vévoda akvitánský) se stal nejstarší syn jeho sestry Adelinde a Acfreda I. z Carcassone Vilém II. z rodu Bellonides. Brzy se dostal do střetu s Robertem, bratrem zesnulého západofranského krále Ody Pařížského, který obsadil jeho akvitánský kraj Berry. Když byl Robert roku 922 provolán západofranským králem, postavil se Vilém II. na stranu Karla III. Prosťáčka. Po bitvě u Soissons, kde Robert padl, ale Karel III. byl poražen, si část šlechty zvolila novým králem Robertova zetě Rudolfa Burgundského, s kterým sice roku 924 došel smíru, získal zpět Berry, ale později se proti Rudolfovi obrátil a vedl s ním válku až do své smrti v prosinci 926. O rok později zemřel i jeho nejmladší bratr a dědic titulu vévodů z Akvitánie Acfred, a to bez dědiců a za svého nástupce označil Ebaluse Manzera, hraběte z Poitou (Poitiers) .
Ebalus patřil k příznivcům karolínské strany, což vedlo ke sporům s králem Rudolfem Burgundským. To vedlo k záboru majetku nového vévody, kdy nejprve roku 929 bylo Berry převedeno pod francouzskou korunu a v roce 934 došlo k tomu, že území hrabství Marche bylo vyčleněno z akvitánského území, hrabství Auvergne panovník přidělil formálně Raimondu Ponsovi, hraběti z Toulouse, který získal i titul vévody z Akvitánie. Fakticky si však moc nad Akvitánií podržel Ebalus až do své smrti (934 nebo 935).
Syn Ebaluse Vilém III. se roku 935 oženil s Adélou, dcerou normandského vévody Rolla. I on stál v opozici proti Robertovcům, byť roku 936 usedl na západofranský trůn Ludvík IV. Zámořský z tradičního rodu Karlovců, jehož moc však byla zpočátku velmi omezená a převážně v rukou Huga Velikého, syna padlého krále Roberta, který v létech 936 až 938 obsadil Poitou, ovšem Vilém III. území dobyl zpět. Roku 944 král Ludvík IV. Zámořský Raimondu Ponsovi potvrdil jeho državy v Akvitánii včetně titulu. Období relativního klidu narušilo úmrtí krále Ludvíka IV., kdy se Vilém III. zmocnil Auvergne a Limoges. Syn zesnulého panovníka a nový západofranský král Lothar mu o rok později zisky potvrdil, ale titul vévody akvitánského udělil svému ochránci Hugovi Velikému spolu s Poitou, což vedlo k oživení nepřátelství mezi oběma soky Vilémem akvitánským a Hugem, který však roku 956 zemřel a nejprve r. 959 Vilém získal titul hraběte z Akvitánie a roku 962 titul vévody, což se stalo krátce před jeho smrtí roku 963.
Vilém IV. zvaný Hrdá paže získal potvrzení titulu vévody. Od roku 968 byla jeho manželkou Emma z Blois, dcera Theobalda I. z Blois. Ve stejném roce nebo roku 970 se jeho sestra Adéla provdala za Hugo Kapeta a stala se tak budoucí francouzskou královnou a vzhledem ke změně geopolitické situace v Západofranské říši v podstatě i tou první francouzskou.

### Pod kapetovskou korunou

#### Rozmach vévodství

Francie v době Hugo Kapeta (konec 10. století)

Francie roku 1030

Roku 987 zemřel nečekaně mladý západofranský král Ludvík V. a západofranská šlechta si zvolila za krále Hugo Kapeta, syna Huga Velikého. Jeho faktická moc byla omezena na oblast kolem Paříže a Orléans. Když Vilém IV. Akvitánský odmítl jeho volbu, král Hugo mu odebral vévodský titul a napadl Poitou, jenže byl poražen, takže faktický stav věcí zůstal nezměněn.
Vilém IV. vedl poměrně nevázaný život, což vedlo ke sporům s jeho ženou, která ho nejméně dvakrát opustila. Byl to však nakonec vévoda Vilém IV., který roku 993 odešel do kláštera a vládu nad zemí přenechal v poručnictví manželky Emmy. Zemřel o dva roky později.
Vilém V. zvaný Veliký se narodil roku 969 a zemřel 31. ledna 1030. Vlády se ujal po smrti svého otce roku 995, ale ve skutečnosti se dělil o moc se svoji matkou již o dva roky dříve. I když nepatřil k předním válečníkům své doby, události ho donutili sáhnout po zbrani a účastnit se několika tažení, a to převážně v blízkosti svých hranic. Jeho vazal Adalbert z La Marche a Périgordu za pomoci Fulka III. z Anjou se pokusil napadnout Poitou. Jelikož si vévoda akvitánský udržoval dobré vztahy se svým královským bratrancem Robertem II., společnými silami zahnali hraběte z Anjou a Adalbert z La Marche padl u Gençay. Vévodovi Vilémovi V. pak při dobývání jednoho z hradů padla do zajetí vdova po Adalbertovi Almoda († 1009). Jejich sňatek znamenal uklidnění sporů k roku 997. Následně byl ještě dvakrát ženat.
Roku 1006 utrpěl porážku od Normanů a roku 1020 od Fulka III. z Anjou, přesto jeho prestiž neutrpěla, protože po smrti císaře Svaté říše římské Jindřicha II. mu byla nabídnuta německá koruna, ale odmítl a ve volbě uspěl Konrád II. Sálský. Konrádův syn Jindřich III. si později vzal za manželku Vilémovu dceru z třetího manželství známou jako Anežka z Poitou.
Vilém V. podporoval umění i církev, jako hluboce věřící navštívil několikrát Svatou zemi, udržoval písemné i osobní vztahy s mnohými evropskými panovníky, podporoval ve své zemi vzestup kultury. Na konci života abdikoval ve prospěch svého nejstaršího syna a odešel do ústraní kláštera, kde 31. ledna 1030 zemřel. Byl otcem čtyř po sobě jdoucích akvitánských vévodů.
Nejstarší ze synů byl Vilém VI., zvaný Tlustý, narodil se v prvním manželství svého otce s Almodou a v době převzetí vlády mu bylo 26 let. Krátce na to se oženil s ženou z ne příliš významné šlechtické rodiny. Jeho nevlastní matka Anežka Burgundská se znovu provdala roku 1032 za Geoffroye II. z Anjou a odešla k novému dvoru se svými dětmi. Záhy se mezi vévodou a hrabětem z Anjou rozpoutala válka, kdy Vilém VI. upadl do tříletého zajetí. Po propuštění se pokoušel pomoci svému mladšímu nevlastnímu bratrovi Odovi, ale zemřel 15. prosince 1038.
Odo (*1012) pocházel z druhého manželství Viléma V. se Sanchou Priscou (Brisque) († 1018), pocházející z rodu gaskoňských vévodů. Roku 1032 se po úmrtí svého strýce z matčiny strany Sancha VI. Viléma Gaskoňského ujal vlády nad Gaskoňskem a po smrti nevlastního bratra Vilém VI. získal i vévodství akvitánské. Avšak po několika měsících 10. března 1039 padl ve válce proti revoltujícím vazalům vedených Geoffroyem II. z Anjou a jeho nevlastní matkou Anežkou Burgundskou. Ta po jeho smrti, jelikož ani jeden z předcházejících panovníků nezanechal mužského potomka, prosadila v Akvitánii svého syna.
Vilém VII. zvaný Orel se narodil roku 1023 jako Petr a byl nejstarším synem Anežky Burgundské a Viléma V. Získal roku 1039 Akvitánii po porážce svého bratra, avšak Gaskoňské vévodství udržel Bernard II. z Armagnacu, syn Adalais, která byla sestrou Ody a vnučka Viléma II. Sancheze Gaskoňského. Po regentství své matky se ujal samostatné vlády roku 1044.
Vztahy dřívějšího ochránce, spojence a otčíma Geoffroye II. z Anjou a Viléma VII. se narušily poté, co jeho matka Anežka Burgundská od hraběte odešla (k roku 1052) a ten odmítl navrátit držená území. Hrabě z Anjou následujícího roku napadl Poitou. Během vleklé války roku 1058 Vilém VII. zemřel na úplavici, kdy po sobě zanechal dvě dcery. Akvitánské vévodství tedy získal nejmladší ze synů Viléma V. Guy.
Guy (* 1025) přijal jméno Vilém VIII. Již roku 1052 jej jeho starší bratr a vévoda akvitánský Vilém VII. ustanovil vévodou gaskoňským oproti nárokům Bernarda II. z Armagnacu, kterého téhož roku porazil a gaskoňský vévoda byl nucen mu titul odprodat. Ovšem definitivní porážky Gaskoňců a uznání vévodských nároků dosáhl Vilém VIII. až roku 1063. Osudy obou vévodství byly od tohoto data spojeny v osobě společného vládce.
Vilém VIII. uspěl i v dalších vojenských střetech. Roku 1060 vznesl nárok na vévodství akvitánské Vilém IV., hrabě z Toulouse. Napadl Bordeaux, ale odvetou vévoda akvitánský vyplenil Toulouse.
Stejného roku zemřel hrabě z Anjou Geoffroye II., poslední z rodu Ingelgerů. Dědictví i titul odkázal synovci Geoffroyi III., hraběti z Gâtinais a prvnímu anjouskému hraběti z rodu Château-Landonů, z kterých vzešel mocný rod Plantagenetů. Vilém VIII. z akvitánského vévodství požadoval navrácení propůjčených lén jeho strýci, ale po porážce z roku 1061 roku následujícího uspěl a obsadil požadovaný kraj Saintonge.
Své válečné úspěchy završil výpravou proti městu Barbastro v Aragonii držené Maury, kdy se stal velitelem tohoto náboženského vojenského tažení vyhlášené papežem Alexandrem II., které bylo součástí reconquisty a předzvěstí křížových výprav.
Vilém VIII. zemřel 25. září 1086, byl třikrát ženat a z posledního manželství s Hildegardou Burgundskou, dcerou Roberta Burgundského z královského rodu Kapetovců, vzešel jeho jediný syn a následovník Vilém IX. zvaný Trubadúr.
Ten převzal vládu nad vévodství akvitánským a gaskoňským ve svých 15 letech. Jeho první manželství s Ermengardou z Anjou trvalo přibližně rok, do druhého manželství s Filipou z Toulouse, jedinou dcerou Viléma IV. z Toulouse, vstoupil roku 1094. Ve stejném roce její otec zemřel na pouti do Svaté země a podle zanechané poslední vůle se stal novým vladařem v Toulouse jeho bratr Raimond IV., ale Vilém IX. Trubadúr využil roku 1098 jeho nepřítomnosti během první křížové výpravy a Toulouse obsadil a navrátil zpět až za tučné odstupné.
Vilém IX. Trubadúr se zúčastnil až další výpravy do Svaté země roku 1101, snad i proto, že za jeho čin proti Vilému IV. z Toulouse mu hrozila církevní exkomunikace. Výprava dopadla katastrofálně a po porážce v oblasti dnešní turecké provincii Konya se přes Antiochii vrátil domů.
Další roky bojoval s Fulkem IV. z Anjou o nadvládu v Saintonge a roku 1113 znovu obsadil Toulouse a až po deseti letech bojů ho právoplatný dědic Alfons Jordan získal zpět.
Vilém IX. Trubadúr je pokládán za jednoho z prvních a nejvýznamnějších Trubadúrů, zároveň však (či právě proto) za člověka smilného a nemravného, aspoň tedy z pohledu církve, která naň uvalila i exkomunikaci za prostopášný život. Rozvod z Filipou z Toulouse roku 1115 pro stálou nevěru a život s milenkou, která mu dala několik potomků, toho může být svědectvím. Zemřel 10. února 1126.
Vilém X. (* 1099) byl posledním mužským vladařem z rodu Ramnulfovců. Během zhruba desetileté vlády musel svádět boj proti rebelujícím vazalům (např. Lusignanům a Isembertovi ze Châtelaillonu) a pomáhal roku 1136 Geoffroyovi V. z Anjou v jeho snaze o nadvládu normanského vévodství na základě dědických práv jeho manželky Matyldy. Toto spojenectví mělo pro oba rody v budoucnu znamenat posílení moci na úkor francouzské koruny. Na základě intervence Bernarda z Clairvaux přestal podporovat vzdoropapeže Anakleta II. oproti papeži Inocenci II. Jeho jediný syn z manželství s Eleonorou ze Châtelleraultu Vilém zemřel před rokem 1137, tedy v ještě dětském věku a dědičkou rozsáhlého panství se stala starší dcera Eleonora, kterou svěřil do výchovy francouzského krále Ludvíka VI. Zemřel 9. dubna 1137 na pouti do Santiaga de Compostela.

#### Angevinské panství

rozsah Angerského panství Plantagenetů roku 1080

V roce úmrtí svého otce byla v souladu s jeho posledním přáním Eleonora provdána za následníka francouzského trůnu Ludvíka VII. ve věku 15 let. Pro Kapetovce znamenalo toto spojení mnoho, neboť se jednalo o kontrolu bohatého jihozápadu Francie. Manželé však byli natolik rozličných povah, že jejich svazek spěl postupně k rozpadu. Krásná, sebevědomá a vzdělaná královna dala sice mladému králi Ludvíkovi VII. dvě dcery a doprovázela jej na druhé křížové výpravě, kde se plně projevila krize jejich vztahu. Po návratu do vlasti byli oba panovníci roku 1152 rozvedeni.
Ať byla Eleonořina motivace jakákoliv, již po dvou měsících se provdala za rivala svého rozvedeného manžela normandského vévodu a hraběte z Anjou Jindřicha II. Plantageneta, který se roku 1154 stal i králem Anglie. Formálně byli oba na evropské pevnině vazaly francouzského krále, ale rozsahem i společnou mocí tohoto panovníka předčili. Byl to teprve jeho syn a nástupce Filip II. August, který dokázal dostat tato panství pod skutečnou kontrolu.
Spory mezi anglickým králem Jindřichem II. Plantagenetem a jeho syny vypukly po králově uzdravení a jeho unáhleném dělení říše v době nemoci, které odvolal. Královna Eleonora, která již nějakou dobu žila v Akvitánii, plně syny podpořila, a tak se roku 1173 synové postavili proti otci. Avšak ona samotná upadla do zajetí a musela na dalších 16 let přijmout úděl vznešené vězeňkyně, kdy její osobní práva, moc i apanáž byli značně omezeny. Po smrti krále Jindřicha II. Plantageneta roku 1189 byla propuštěna. Přežila tři ze svých čtyř synů, zemřela 1. dubna 1204.
Její nejmladší syn Jan Bezzemek záhy o většinu panství na evropské pevnině přišel. První spor se projevil kolem osoby Artura, vévody bretaňského a zároveň synovce krále Jana, kterého anglický král Richard Lví srdce (který byl mj. od roku 1170 oficiálně vévodou akvitánským) označil za svého nástupce. Arturovy ambice král Jan pochopitelně nesdílel a mladého vévodu zatkl a uvěznil. Tomu nepomohla ani podpora francouzského krále Filipa II. Augusta. Nevyjasněné zmizení a podezření z vraždy mladého vévody padlo na hlavu krále Jana, který se odmítl dostavit před krále Francie, jako svého lenního pána a podat vysvětlení. Filip II. Augustus roku 1203 vtrhl do normandského vévodství (kde se těšil podpoře šlechty) a králi Janovi pozemky v severní a západní Francii odebral. Angerské panství se tedy zmenšilo nejen o Normandii, ale i původní plantagenetské území - Anjou. Výjimkou byla jihozápadní území gaskoňského vévodství a Akvitánie, nyní již značně zmenšena o mocná vazalská území. Následná bitva u Bouvines roku 1214, které se sice král Jan osobně nezúčastnil, ale stál na pozadí celého sporu mezi oběma válčícími stranami (Filip II. Augustus a Oto IV. Brunšvický), stvrdila územní výdobytky francouzského krále. Situace se v Anglii ještě více zkomplikovala povstáním baronů a invazí francouzského prince Ludvíka.

#### Zánik Akvitánského vévodství

vývoj situace během stoleté války 1337-1453

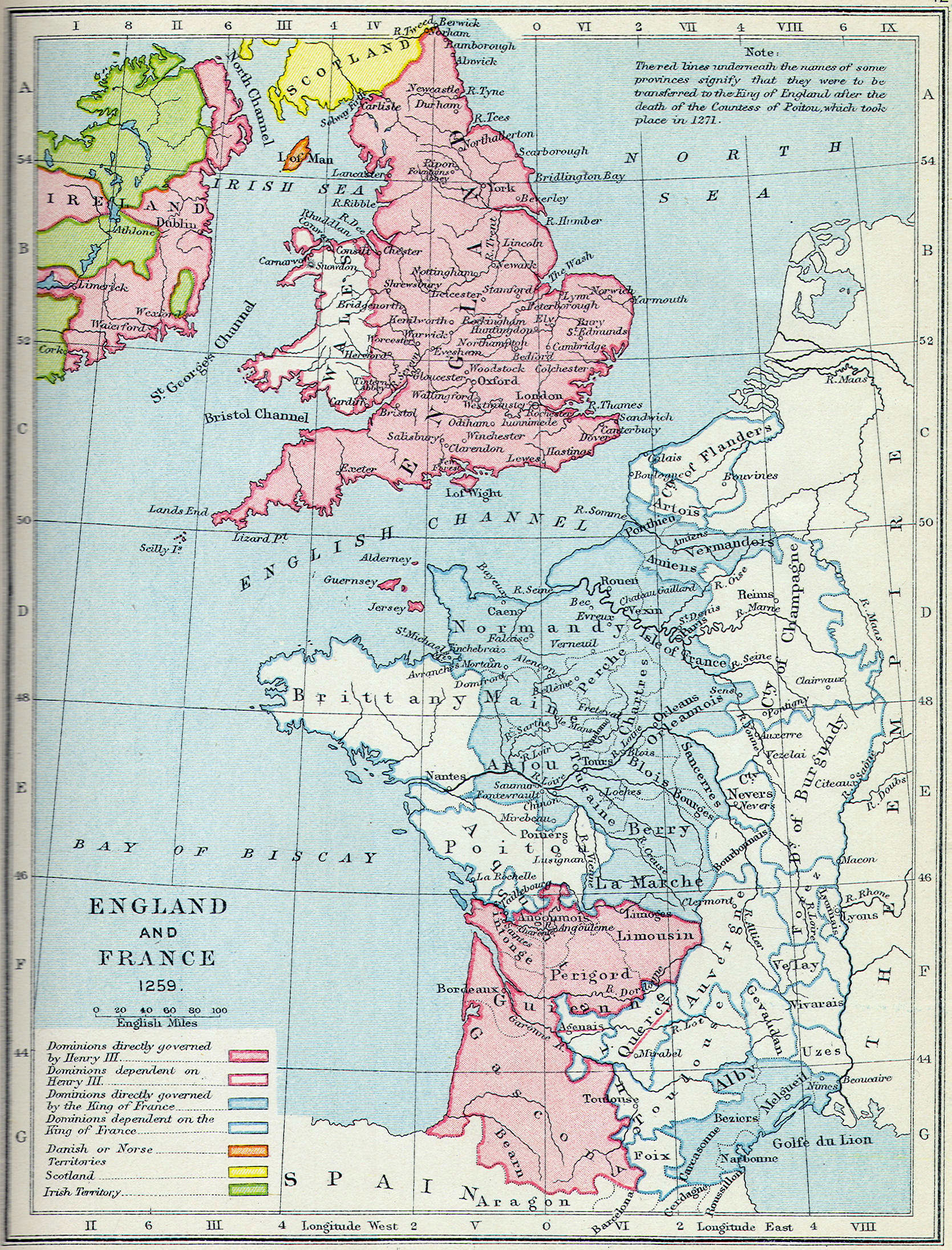
Rozsah anglického panství ve Francii po podepsání Pařížské smlouvy z roku 1259.

Nadcházející roky znamenaly pro nástupce a syna Jana Bezzemka Jindřicha III. obtížné období v uhájení svrchovanosti nad zbývajícím francouzským územím. Nový francouzský král Ludvík VIII. obsadil roku 1224 téměř celé území Akvitánie a Gaskoňska, které se však podařilo Angličanům znovu dobýt. Následnou mírovou smlouvou Jindřich III. definitivně ztratil Poitou. Anglická válečné tažení roku 1230 a 1242 skončila nezdarem, a tak jediným dočasným úspěchem bylo sepsání Pařížské smlouvy roku 1259, kdy za vzdání se titulů dřívějších panství na severu Francie získal Jindřich III. v léno stávající území na jihu s přídavkem Limousinu, Périgordu a dalších světských i církevních vazalů. Území Akvitánie bylo však nahrazeno francouzsky lidovějším názvem Guyenne.
Období mezi roky 1259 až 1337, tedy od uzavření Pařížské smlouvy až po vypuknutí Stoleté války bylo relativně klidné, i když ne zcela bez menších konfliktů. Výjimku tvořily roky 1293 až 1297. I tak se postupně vyvíjel tlak na anglická léna ve Francii a před vypuknutím nastávajícího sto šestnáct let dlouhého sporu zůstalo v držení anglického krále jen pobřežní pásmo od Bordeaux po Bayonne..
Vymření hlavní větve Kapetovců a nástup vedlejší větve Valois počínaje Filipem VI. se stala záminkou pro vleklý konflikt, kdy mladý anglický král Eduard III. tyto nároky odmítl a sám se jako vnuk Filipa IV. Sličného prohlásil dědicem francouzského trůnu.
První fáze Stoleté války dopadla pro Francii katastrofálně, ať již to byla námořní bitva u Sluys či pozemní bitvy u Kresčaku nebo Poitiers, kde byl zajat francouzský král Jan II. Dobrý. Mírová smlouva z Brétigny roku 1360 znamenala pro Anglii územní zisky na jihozápadě Francie, které navrátily velikost Gaskoňska a Akvitánie téměř do jejich původních hranic ze 12. století. Ovšem o dvacet let později Angličané drželi zase pouze jenom pobřeží od Bordeaux k Bayonne.
Anglický král Jindřich V. roku 1415 zaměřil svoji pozornost na Normadii, ovšem i tyto úspěchy byly jen dočasné. V roce 1429 nastal obrat a v roce 1453 drželi Angličané poslední baštu na francouzské půdě - Calais. Bordeaux a Bayonne sice v roce 1451 padla, ale loajální obyvatelstvo Bordeaux roku 1452 otevřelo Angličanům brány. Následná bitva u Castillonu znamenala pro Angličany drtivou porážku a konec kontroly nad jihozápadem Francie. Následné příměří přineslo klid zbraním, ale nenásledovala žádná mírová smlouva. Anglie už nikdy v budoucnu neměla sílu faktický stav věcí zvrátit. Akvitánské vévodství se stalo pouze historickým pojmem.